# Christine Gosden
Christine Lorraine Gosden (York, 17 de noviembre de 1939) es una deportista británica que compitió en natación. Ganó una medalla de bronce en el Campeonato Europeo de Natación de 1958, en la prueba de 4 × 100 m estilos.

## Palmarés internacional
| Campeonato Europeo | Campeonato Europeo | Campeonato Europeo | Campeonato Europeo |
| Año                | Lugar              | Medalla            | Prueba             |
| ------------------ | ------------------ | ------------------ | ------------------ |
| 1958               | Budapest (Hungría) | Medalla de bronce  | 4 × 100 m estilos  |